# Мысовой
Мысовой — посёлок в Шкотовском районе Приморского края, входит в состав Подъяпольского сельского поселения.

## География
Посёлок находится на берегу Уссурийского залива, в бухте Пяти Охотников, на расстоянии 30 км к юго-западу от посёлка городского типа Смоляниново, административного центра района, и 111 км к востоку от города Владивосток, административного центра края.

## История
В 1972 году посёлок Вампауши переименован в Мысовой.

## Население
| 2002 | 2005 | 2008 | 2010 |
| ---- | ---- | ---- | ---- |
| 547  | ↘508 | →508 | ↘494 |

## Улицы
| - ул. 1 Мая, - ул. Береговая, - ул. Варнина, - ул. Верхняя, | - ул. Зелёная, - ул. Луговая, - ул. Морская. |

## Транспорт
Ближайшая железнодорожная станция Стрелковая находится на расстоянии 1,5 км к югу, в посёлке Стрелок.

## Галерея

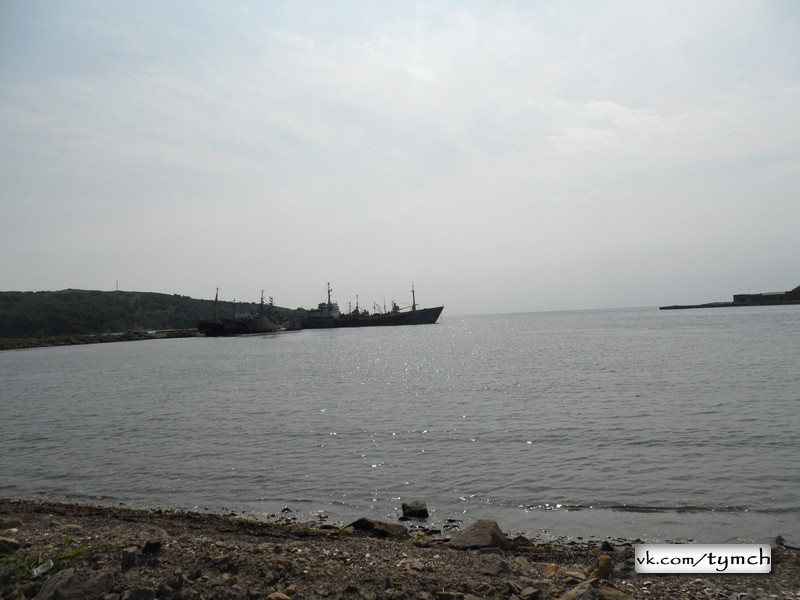
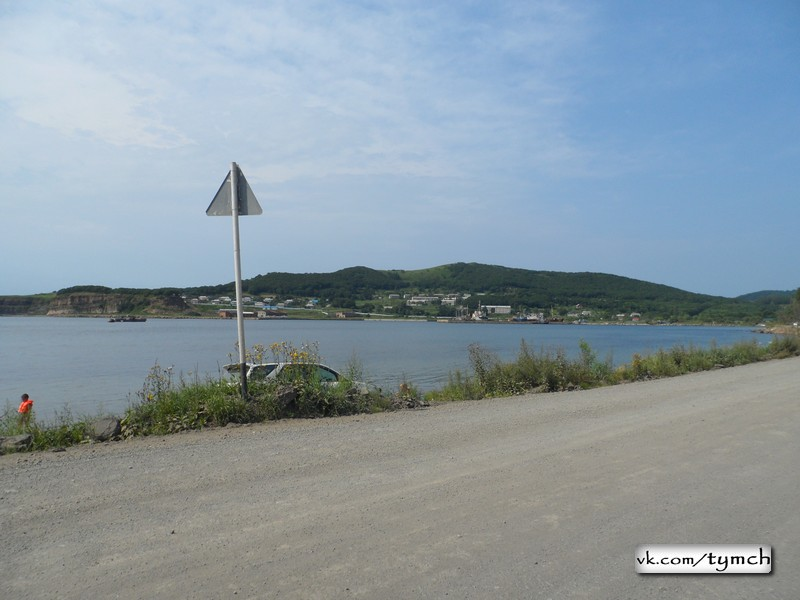
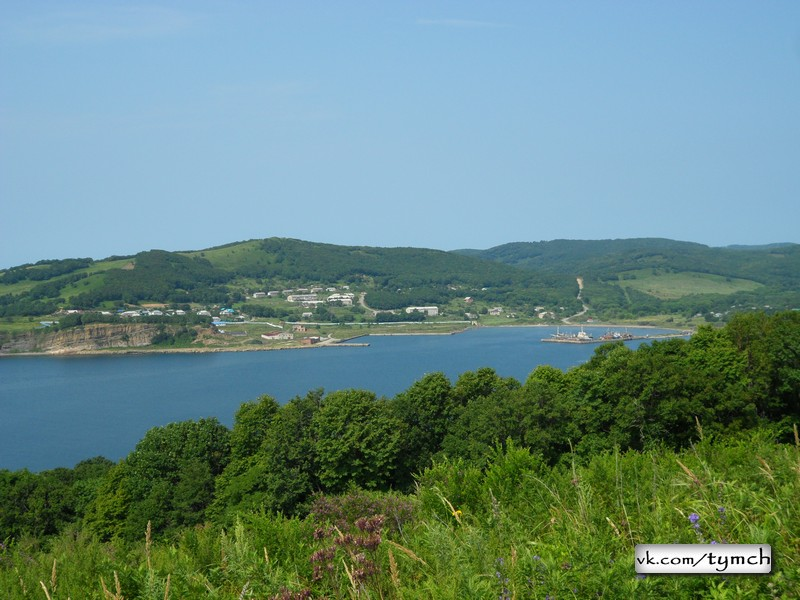
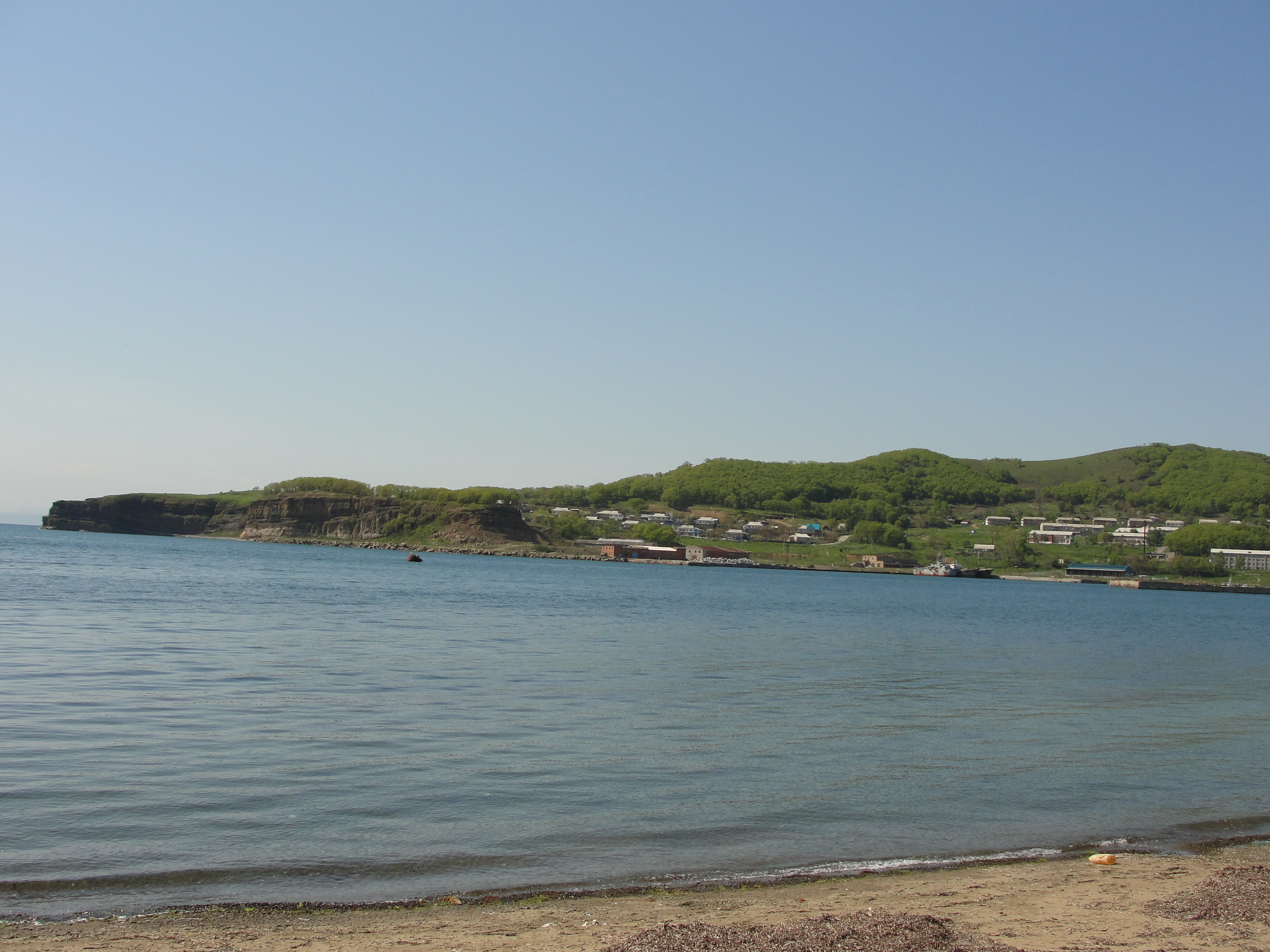